# Pedicia bellamyana
Pedicia (Pedicia) bellamyana là một loài ruồi trong họ Pediciidae. Chúng phân bố ở vùng sinh thái Nearctic.